# Juan de la Cueva
Juan de la Cueva de Garoza (23. října 1550 – 1609 nebo 1610) byl španělský básník a dramatik období zvaného Siglo de Oro.

## Život a dílo
Narodil se v Seville ve šlechtické rodině. V roce 1579 začal psát pro divadlo. Jeho hry (dohromady čtrnáct) byly publikovány v roce 1588, ukazují první použití dramatických metod, které později rozvíjel Lope de Vega.
Cueva zrušil senecovský model tragédie, který dosud ve Španělsku dominoval, zpracovával témata ze španělských pověstí, historické tradice, nedávná vítězství, aktuality ze současného života. V jeho díle splývají epické a realistické prvky. Cueva připravil cestu španělskému dramatu 17. století.
Cueva také do španělského dramatu uvedl složitý systém střídání meter.
Zvláště zajímavá je jeho hra El Informador, v níž se vyskytuje postava Leucina, jakýsi protipól klasické postavě Dona Juana.
Cueva je významný spíše jako inspirátor a původce španělského renesančního dramatu, jeho díla (např. epos La Conquista de Betica, 1603) ukazují jeho uměleckou slabost.
Poslední dílo, pod nímž je Juan de la Cueva podepsán, je Ejemplar poetico (1609), věří se, že brzy po vydání zemřel.